# فناوری پرتوی الکترونی
فناوری پرتوی الکترونی از میانهٔ قرن بیستم، پایه و اساس و مبنای انواع کاربردهای جدید و تخصصی در ساخت نیمه هادی‌ها، سیستم‌های میکروالکترومکانیکی، سیستم‌های نانوالکترومکانیکی و میکروسکوپ را آماده و تهیه کرده است. 

## سازوکار
الکترونهای آزاد در محفظه خلاء را می توان با استفاده از میدانهای الکتریکی و مغناطیسی شکل داد تا یک پرتو کوچک ایجاد شود. در جایی که پرتو با ماده جامد برخورد می کند ، الکترون ها به انرژی گرما یا انرژی جنبشی تبدیل می شوند . این غلظت انرژی در حجم کمی از مقدار ماده می تواند دقیقاً به صورت الکترونیکی کنترل شود ، که مزایای بسیاری را با خود به همراه می آورد. 

## کاربرد ها
افزایش سریع دما در محل برخورد می تواند موجب شود که ماده مورد نظر به سرعت ذوب شود. در شرایط کار شدید ، افزایش سریع دما حتی می تواند موجب تبخیر شود ، و این باعث می شود که یک پرتوی الکترونی به عنوان یک ابزار فوق العاده در کاربردهای گرمایش ، نظیر جوشکاری ، مورد استفاده قرار بگیرد. فناوری پرتوی الکترونی در مواردی نظیر عملیات جداسازی کابل ، در سنگ نگاری الکترونی از تصاویر زیر میکرومتر و نانو بعدی ، در میکروالکترونیک برای پخت الکترونی پرتو چاپ رنگی  و برای ساخت و اصلاح پلیمرها از جمله فیلم های مایع-کریستال (کریستال مایع) استفاده می شود ، در میان بسیاری از کاربرد های دیگر. 

### کوره
در یک محفظه خلاء ، پرتو الکترونی یک منبع گرمایی را فراهم می کند که می تواند هر ماده ای را ذوب یا اصلاح (شکل دادن) کند.  این منبع گرما یا تبدیل فاز ناشی از خلا و اسکلت فلز جامد شده در اطراف دیواره های ظرف مسیِ کاملاً استریل است. این موضوع باعث می شود خالص ترین مواد در کوره های خلاء پرتو الکترونی، تولید و تصفیه شوند. فلزات کمیاب و نسوز می توانند در کوره های خلاء با حجم کم و کوچک تولید یا تصفیه شوند. برای تولید انبوه فولادها ، کوره های بزرگی با ظرفیت اندازه گیری شده در اندازه تن و توان پرتو الکترونی در واحد مگاوات در کشورهای صنعتی شده وجود دارد. 

### جوشکاری
از زمان شروع جوشکاری به وسیله پرتو الکترونی در مقیاس صنعتی در اواخر دهه 1950 ، ماشین جوشکارهای بی شماری از پرتو الکترونی طراحی شده اند و در سراسر جهان مورد استفاده قرار می گیرند. این ماشین جوشکارها دارای محفظه های ایجاد خلاء، از چند لیتر تا صدها متر مکعب هستند و همراه اسلحه های الکترونیکی که دارای 100 کیلو وات قدرت می باشند. 

### عملیات سطحی
ماشین های جوشکاری پرتوهای الکترونی مدرن و امروزی، معمولاً با یک سیستم انحراف کنترل می شوند و توسط کامپیوتر طراحی شده اند که می توانند پرتو را به سرعت و با دقت بیش از یک ناحیه انتخاب شده ی قطعه کار عبور دهند. به دلیل گرم شدن سریع و زمان کم، فقط یک لایه سطحی و نازک از مواد گرم می شود. با کاربردهایی شامل سخت شدن ، پخت و پز ، خنک کننده ، بافت و صیقل دادن (با گاز آرگون موجود). اگر از پرتوی الکترون برای بریدن یک فرورفتگی کم عمق در سطح استفاده شود ، با حرکت دادن آن به طور مکرر به صورت افقی در امتداد فرورفتگی با سرعت زیاد ، قطعه کوچکی از فلز ذوب شده خارج می شود. با تکرار ، می توان ساختارهای سنبله ای تا یک میلی متر در ارتفاع ایجاد کرد. این سازه ها می توانند به پیوند بین مواد مختلف کمک کرده و زبری سطح سخت فلز را اصلاح کنند. 

### ساخت مواد افزودنی
ساخت مواد افزودنی فرایند پیوستن و وصل شدن به مواد برای ساختن اشیاء با استفاده از داده های مدل سه بعدی است ، که معمولاً با ذوب لایه مواد پودر بر روی لایه انجام می شود. ذوب شدن در خلاء با استفاده از پرتو الکترونی روبشی کنترل شده توسط کامپیوتر کاملاً دقیق می باشد. تولید مستقیم پرتو الکترونی،اولین بار در دسترس تجاری، در مقیاس بزرگ، وسیله کاملاً قابل برنامه ریزی برای دستیابی به قطعات نزدیک به شکل خالص می باشد. 

### تولید پودر فلز
منبع فلز بیل (ورقه جیره) در حالی که توسط یک پرتو الکترونی به شدت چرخش می شود ، ذوب می شود. پودر با خنک شدن این فلز هنگام بلند شدن از میله فلزی تولید می شود. 

### ماشینکاری
ماشینکاری پرتوی الکترونی فرایندی است که طی آن الکترون های با سرعت بالا در یک پرتو باریک با چگالی توان مسطح بسیار بالا متمرکز می شوند. سپس سطح مقطع پرتو متمرکز شده و مستقیم به سمت قطعه کار هدایت می شود و گرما ایجاد می کند و ماده را تبخیر می کند. از ماشین کاری پرتو الکترونی می توان برای برش دقیق و یا سوراخ کردن طیف گسترده ای از فلزات استفاده کرد.  سطح به دست آمده در انتهای فرایند، بهتر و عرض شکاف باریک تر از چیزی است که توسط دیگر فرایندهای برش حرارتی تولید می شود. اما به دلیل هزینه های بالای تجهیزات ، استفاده از این فناوری محدود به محصولات با ارزش بالا می باشد. 

### چاپ سنگی
حکاکی روی سنگ الکترونی توسط پرتوی الکترونی بسیار ریز متمرکز تولید می شود که در مقاومت میکرو ساختارها را ایجاد می کند که متعاقباً با اچ کردن ، می توانند به ماده بستر منتقل شوند. در اصل برای ساخت مدارهای مجتمع توسعه یافته بود و همچنین برای ایجاد معماری فناوری نانو استفاده می شود. طرح نگار های الکترونی از پرتوهای الکترونی با قطری در بازه دو نانومتر تا صدها نانومتر استفاده می کنند. طرح نگار الکترونی نیز برای تولید هولوگرام تولید شده توسط رایانه (CGH) استفاده می شود. طرح نگار الکترونی بدون نقاب در ساخت فوتوماسک برای فوتولیتوگرافی ، تولید کم حجم از اجزای نیمه هادی و فعالیتهای تحقیق و توسعه کاربردهای گسترده ای پیدا کرده است. 

### تولید سلولهای خورشیدی با بخار رسوب فیزیکی
رسوب بخار فیزیکی در خلا تشکیل میشود و با رساندن لایه های نازک فلزات بر روی ساختار پشتیبان ، یک پوسته نازک سلولهای خورشیدی تولید می کند. تبخیر پرتو الکترون برای ایجاد جریانی از الکترون ها از برون تابی استفاده می کند که توسط یک کاتد و آند با ولتاژ بالا شتاب می گیرند. میدان های الکترواستاتیک و مغناطیسی الکترون ها را به سمت هدف متمرکز کرده و هدایت می کنند. انرژی جنبشی در نزدیکی سطح ماده و یا در خود آن به انرژی حرارتی تبدیل می شود. گرم شدن حاصل باعث ذوب شدن مواد و سپس تبخیر می شود. دمای بیش از 3500 درجه سانتیگراد می تواند به دست بیاید. بخار حاصل از منبع ، روی یک زیر لایه متراکم می شود و یک پوسته نازک از مواد با خلوص بالا ایجاد می کند. ضخامت پوسته از یک لایه اتمی منفرد تا تعداد زیادی از میکرومترها حاصل می شود. این روش در میکروالکترونیک ، نور شناسی و تحقیقات مواد و همچنین برای تولید سلولهای خورشیدی و بسیاری از محصولات دیگر استفاده می شود. 

### پخت
پخت پرتو الکترونی روشی است برای پختن رنگها و جوهر ها بدون نیاز به حلال سنتی. پخت پرتوی الکترون ، نتیجه مشابهی با فرایندهای تبخیر حلال سنتی را تولید می کند ، اما از طریق یک فرایند پلیمریزاسیون به پایان می رسد. 

### میکروسکوپ الکترونی
میکروسکوپ الکترونی از یک پرتو کنترل شده الکترون برای روشن کردن یک نمونه و تولید بزرگنمایی استفاده می کند. دو نوع رایج میکروسکوپ الکترونی روبشی (SEM) و میکروسکوپ الکترونی انتقال (TEM) است. 

## کتابشناسی - فهرست کتب
- شولتز ، ح: جوشکاری پرتو الکترونی ، انتشارات ابینگتون
- فون دوبنک ، د.: جوشکاری پرتو الکترونی - نمونه هایی از 30 سال تجربه کار در فروشگاه
- elfik.isibrno.cz/fa   جوشکاری پرتو الکترونی (به زبان چک و / یا انگلیسی)
- Visser، A: Werkstoffabtrag durch Elektronen-und Photonenstrahlen؛ Verlag < Technische Rundschau> ، Blaue Reihe ، Heft 104
- Klein، J.، Ed.، جوشکاری: فرایندها ، کیفیت و برنامه های کاربردی ، انتشارات Nova Science ، Inc. ، NY ، فصل 1 و 2 ، صص.   1–166
- Nemtanu، MR، Brasoveanu، M.، Ed.، جنبه های عملی و کاربردهای تابش پرتو الکترون، شبکه تحقیقاتی Transworld، 37/661 (2)، Fort PO، Trivandrum-695 023، Kerala، هند